# Saint-Genis-d'Hiersac
Saint-Genis-d'Hiersac è un comune francese di 893 abitanti situato nel dipartimento della Charente, nella regione della Nuova Aquitania.

## Società

### Evoluzione demografica
Abitanti censiti